# Danny & the Juniors
Danny & the Juniors war eine weiße Rock-’n’-Roll- und Doo-Wop-Band der späten 1950er und frühen 1960er Jahre, die in dieser Zeit mit ihren recht unschuldigen Songs (im Gegensatz zu Songs wie Charlie Brown von den Coasters oder Summertime Blues von Eddie Cochran, die jugendliche Rebellion thematisierten) ein paar Hits hatte.

## Banderfolge
Die Band wurde 1955 in Philadelphia gegründet. Danny Rapp, Frank Maffei, Joe Terranova und Dave White besuchten zu dieser Zeit gemeinsam eine Oberschule und beschlossen, eine Rock-’n’-Roll-Tanzband zu gründen. Die Band trat zunächst in der näheren Umgebung ihrer Schule unter dem Namen The Juvenairs auf. Etwas später stieß dann der Saxophonist Lennie Baker zur Band hinzu.
Ende 1957 wurden die Juvenairs dann von einem Rock-’n’-Roll-Promoter namens John Madara entdeckt, der die Band Artie Singer, Songwriter und Leiter von Singular Records, vorstellte. Singer war besonders von einem Song angetan, den White komponiert hatte. Der Titel lautete Do the Bop. Singer schrieb den Song etwas um, und so begannen dann die Aufnahmen zu At the Hop. Leon Huff war der Produzent, der die Aufnahmen der Band, die sich inzwischen in The Juniors umbenannt hatte, leitete.
Singer brachte die Single daraufhin zu Dick Clark, damit dieser die Band in seiner Show American Bandstand auftreten ließe. Zunächst war keine Stelle frei, doch nachdem Little Anthony & the Imperials unerwartet eine Absage gemacht hatten, wurden Danny & the Juniors als Ersatz gewählt. At the Hop stellte sich schon bald als Erfolg heraus. Nachdem Singular die Single auf Grund kommerzieller Schwierigkeiten an ABC-Paramount verkauft hatte, erreichte sie schon Anfang 1958 Platz 1 der Pop-Charts. Nur wenig später schaffte es auch Rock ’n’ Roll Is Here to Stay in die Top 20, Dottie wurde immerhin ein Top-40-Hit.

## Spätere Jahre
1960 kamen Danny & the Juniors mit Twistin’ USA dann noch ein letztes Mal in die Top 40, 1963 in die Pop-Charts überhaupt. Sie trennten sich vorerst Anfang 1964. In späteren Jahren erfolgten einige Reunions und Comebackversuche. Noch in den 2010er-Jahren existierte Danny & the Juniors in veränderter Besetzung als Gruppe, an der mit Joe Terranova und Frank Maffei auch zwei ursprüngliche Mitglieder mitwirkten.
Danny Rapp, der Leadsänger, beging hingegen 1983 mit 42 Jahren in einem Motelzimmer Suizid. Dave White, der nach dem Ende der Gruppe als Songwriter unter anderem für Lesley Gore den Hit You Don’t Own Me schrieb, starb im März 2019 im Alter von 79 Jahren. Nur wenige Wochen später starb mit Joe „Terry“ Terranova ein weiteres Gründungsmitglied mit 78 Jahren. Damit lebt von den vier Gründungsmitgliedern der Gruppe aktuell noch Frank Maffei (* 1939).
2003 wurden Danny & the Juniors in die Vocal Group Hall of Fame aufgenommen.

## Diskografie
- 1957: At The Hop / Sometimes
- 1958: Sassy Fran / I Feel So Lonely
- 1958: Dottie / In The Meantime
- 1958: Rock And Roll Is Here To Stay / School Boy Romance
- 1958: A Thief / Crazy Cave
- 1959: Playing Hard To Get / Of Love
- 1959: Somehow I Can’t Forget / Do You Love Me?
- 1960: Twistin’ U.S.A. / A Thousand Miles Away
- 1960: Candy Cane, Sugary Plum / O Holy Night
- 1961: Pony Express / Daydreamer
- 1962: Oo-La-La-Limbo / Now And Then
- 1962: Twistin' All Night Long (mit Freddy Cannon)	/ Some Kind Of Nut